# 6671 Concari
6671 Concari este un asteroid din centura principală, descoperit pe 5 iulie 1994, de Eleanor Helin.